# Muhammad Mustafa Mero
Muhammad Mustafa Mero (Al-Tall, 1941 – Damasco, 22 dicembre 2020) è stato un politico siriano.

## Biografia
Laureato presso l'Università di Damasco, fu Primo Ministro dal 7 marzo 2000 al 10 settembre 2003.
Mero è morto a Damasco il 22 dicembre 2020, per complicazioni da COVID-19.